# Topsport Vlaanderen/2009
Deze pagina geeft een overzicht van de wielerploeg Topsport Vlaanderen in 2009.

## Renners
| Naam                        | Geboortedatum | Nationaliteit | Ploeg 2008                                         |
| --------------------------- | ------------- | ------------- | -------------------------------------------------- |
| Jan Bakelants               | 14-02-1986    | België        | Beloften                                           |
| Johan Coenen                | 04-02-1979    | België        |                                                    |
| Tom Criel                   | 06-06-1983    | België        | Cycle-Collstrop                                    |
| Thomas De Gendt             | 06-11-1986    | België        | Davo                                               |
| Kenny De Ketele             | 05-06-1985    | België        |                                                    |
| Kristof Goddaert            | 21-11-1986    | België        |                                                    |
| Ben Hermans                 | 08-06-1986    | België        | Davo                                               |
| Stijn Joseph                | 18-09-1987    | België        | Beloften                                           |
| Iljo Keisse                 | 21-12-1982    | België        | t/m half januari                                   |
| Klaas Lodewyck              | 24-04-1988    | België        | Rabobank Continental Team                          |
| Nikolas Maes                | 09-04-1986    | België        |                                                    |
| Tim Mertens                 | 07-02-1986    | België        | Davitamon - Lotto - Jong Vlaanderen                |
| Stijn Neirynck              | 14-09-1985    | België        | Beloften                                           |
| Maarten Neyens              | 01-03-1985    | België        |                                                    |
| Frederiek Nolf              | 10-02-1987    | België        | Gestorven op 05-02-2010 tijdens de Ronde van Qatar |
| Sven Renders                | 12-08-1981    | België        |                                                    |
| Geert Steurs                | 24-09-1981    | België        |                                                    |
| Kristof Vandewalle          | 05-04-1985    | België        | Beloften                                           |
| Preben Van Hecke            | 09-07-1982    | België        |                                                    |
| Bart Vanheule               | 10-11-1983    | België        |                                                    |
| Sep Vanmarcke (vanaf 01/08) | 28-07-1988    | België        | Jong Vlaanderen-Bauknecht                          |
| Pieter Vanspeybrouck        | 10-02-1987    | België        |                                                    |
| Stagiairs                   |               |               |                                                    |
| Jens Debusschere            | 28-08-1989    | België        |                                                    |

1994 · 1995 · 1996 · 1997 · 1998 · 1999 · 2000 · 2001 · 2002 · 2003 · 2004 · 2005 · 2006 · 2007 · 2008 · 2009 · 2010 · 2011 · 2012 · 2013 · 2014 · 2015 · 2016 · 2017· 2018· 2019 · 2020 · 2021 · 2022 · 2023 · 2024 · 2025